# Svartsjön (Byske socken, Västerbotten, 722312-175484)
Svartsjön är en sjö i Skellefteå kommun i Västerbotten och ingår i Tåmeälvens avrinningsområde i Åbyälven-Byskeälvens kustområde. Sjön har en area på 0,0869 km² och ligger 39 meter över havet.

## Delavrinningsområde
Svartsjön ingår i det delavrinningsområde (722110-176140) som SMHI kallar för Mynnar i havet. Medelhöjden är 45 meter över havet och ytan är 27,61 kvadratkilometer. Räknas de 9 avrinningsområdena uppströms in blir den ackumulerade arean 110,03 kvadratkilometer. Avrinningsområdets utflöde Tåmälven (Finnträskån) mynnar i havet. Avrinningsområdet består mestadels av skog (78 procent). Avrinningsområdet har 1,02 kvadratkilometer vattenytor vilket ger det en sjöprocent på 3,7 procent. Bebyggelsen i området täcker en yta av 0,16 kvadratkilometer eller 1 procent av avrinningsområdet.